# Trimma hoesei
Trimma hoesei är en fiskart som beskrevs av Winterbottom, 1984. Trimma hoesei ingår i släktet Trimma och familjen smörbultsfiskar. Inga underarter finns listade i Catalogue of Life.